# 托普拉卡莱
托普拉卡莱（土耳其語：Toprakkale）是土耳其地中海地区奥斯曼尼耶省的一个城镇和地区。它位于奧斯曼尼耶市以西10公里处，名字来自于附近的一个阿拔斯王朝时期的城堡。
该城镇位于公路和铁路十字路口，天然连接着阿达纳，哈塔伊和加济安泰普之间。